# Walking Man
Walking Man, amerikanske James Taylors femte soloalbum, utgivet i juni 1974 på skivbolaget Warner Brothers och det är producerat av David Spinoza. 
Albumet nådde Billboard-listans 13:e plats.

## Låtlista
1. Walking Man – 3:30
2. Rock 'n' Roll Is Music Now – 3:25
3. Let It All Fall Down – 3:30
4. Me and My Guitar – 3:30
5. Daddy's Baby – 2:37
6. Ain't No Song (Joey Levine/David Spinozza) – 3:28
7. Hello Old Friend – 2:45
8. Migration – 3:14
9. The Promised Land (Chuck Berry) – 4:03
10. Fading Away – 3:32

Förutom där annat anges är samtliga låtar skrivna av James Taylor.

## Medverkande musiker
- James Taylor - gitarr, sång
- Kenny Ascher - keyboard
- Kenny Berger - baritonsaxofon
- Michael Brecker - tenorsaxofon
- Randy Brecker - trumpet
- Peter Gordon - horn
- Don Grolnick - keyboard
- Howard Johnson - tuba
- Ralph MacDonald - slagverk
- George Marge - oboe
- Rick Marotta - trummor
- Linda McCartney - sång
- Paul McCartney - bas, backupsång
- Hugh McCracken - guitar, munspel, backupsång
- Andy Muson - bas
- Gene Orloff - stråkar
- Barry Rogers - trombon
- Alan Rubin - trumpet
- Ralph Schuckett - keyboard
- Carly Simon - sång
- David Spinozza - gitarr
- George Young - altsaxofon